# Anthony Lant
Antony Lant, noto anche con lo pseudonimo di Antton (Newcastle upon Tyne, 10 dicembre ...), è un musicista inglese, conosciuto per essere stato batterista della band heavy metal Venom dal 2000 al 2009 e fratello minore di Conrad Lant, frontman dei Venom. In seguito è stato batterista della band M-pire of Evil, formata insieme a Mantas e Demolition Man (anch'essi ex-componenti dei Venom) dal 2010 al 2012. Attualmente porta avanti la sua band Groove Metal chiamata Def-Con-One ed è chitarrista di una band tributo ai Twisted Sisters chiamata "Destroyer".

## Biografia

### Primi anni
Da piccolo, Antony sviluppa i primi approcci verso la musica rock grazie ai suoi fratelli più grandi che suono in alcune band ed è sempre stato in giro per la musica. Ottiene la sua prima chitarra che era una Gibson SG a Natale e subito dopo per lui diventa solito saltare in camera sua immaginando di suonare al Wembley Stadium. Nel corso degli anni ascolta massicciamente band come AC/DC, Kiss e Van Halen. Inizia anche ad adorare l'immaginario delle band americane Twisted Sister e Mötley Crüe che hanno avuto una grossa influenza sul suo primo gruppo chiamato "Slutt". Successivamente ascolta una band chiamata Pantera e dopo ciò, questo lo influenza a voler suonare musica molto più pesante.

### Carriera musicale
Comincia la sua attività musicale nel 1987 suonando la chitarra elettrica nella sua prima band chiamata "Slutt" in stile Glam Metal, con la quale incide l'album di debutto nel 1988 sotto la Neat Records e subito dopo suona nei pub e nei club del South Shields. Successivamente la band va in tournée in Polonia suonando in enormi stadi con 20.000 persone a notte. Più tardi con gli Slutt va tournée nel Regno Unito suonando principalmente nei club rock. Dopo che gli Slutt si sciolgono un giorno verso la fine del '91, Antony mette su una band chiamata Ezee, che però finisce presto per sciogliersi e Antony perde interesse nel suonare, ma comunque continua a scrivere brani musicali. Intanto nota che è difficile trovare un batterista che potesse suonare le cose che lui voleva suonare. Un giorno suo fratello maggiore, che era un batterista, lo lascia suonare sul suo kit, mostrandogli alcune cose che gli piacevano, così finirà per sostituire la sua chitarra chitarra Steve Vai signature per il suo drum-kit. Successivamente si impegna nel cercare una band che necessitasse di un batterista, così inizia ad avere un po' di esperienza suonando la batteria. Trova presto una band di ragazzi chiamata Deadline, non avevano un nome definitivo e così finirono per chiamarsi Sanitys Edge e questa band suonava metal nella vena di Megadeth e Maiden. Ma Antony voleva diventare più pesante e ci riuscì nel 1997, formando i Def-Con-One. Poi nel 2000 gli fu chiesto di aiutare le leggende del black metal Venom in studio e così finì per essere il batterista dei Venom per 10 anni, facendo da band principale ad alcuni dei più grandi festival in tutta Europa e facendo diversi tour. Partecipa alle registrazioni in studio di "Resurrection" (2000), Metal Black (2006) ed "Hell" (2008). Ovviamente avere il suo nome legato a Venom lo ha aiutato molto con Def-Con-One e le stesse loro case discografiche erano grandi fan di Venom. Nel 2010 suona in un altro gruppo pieno di ex-membri del Venom chiamato M-pire of Evil. Questo gli ha permesso di mettersi in contatto con le compagnie discografiche - contatti che non avrebbe avuto senza il collegamento dei Venom. Nel corso degli anni è riuscito a ottenere molto per i Def-Con-One, ma è stato difficile perché comunque c'è stato da fare un gran lavoro.

## Strumentazione

### Batteria
- Mapex Saturn Drums[2]

### Piatti
- Sabian Cymbals Pro Range
- Sabian Hammered Range

### Pelli
- Remo Pin Stripes su tom e cassa
- Remo Emperor X sul rullante

### Triggers
- DDrum 4 se brain triggers
- DDrum Pro Triggers

### Bacchette
- Vic Firth American Metal stick

## Discografia

### Slutt
- 1988 - Slutt

### Venom
- 2000 - Resurrection
- 2006 - Metal Black
- 2008 - Hell

### M-Pire of Evil
- 2011 - Creatures of the Black (EP)
- 2012 - Hell to the Holy

### Def-Con-One
- 1997 - Defense Condition One (EP)
- 2008 - Blood Soaks the Floor
- 2012 - Warface
- 2013 - Brute Force and Ignorance (EP)
- 2014 - II